# Suzanne Santoro
Suzanne Santoro (Nova York, EUA, 1946) és una artista estatunidenca.
L'any 1968, Suzanne Santoro es va traslladar de Nova York a Roma, on va conèixer Carla Lonzi, crítica d'art i figura clau del feminisme italià i del grup Rivolta Femminile. Santoro es va inspirar en el discurs de Lonzi sobre la importància política de la sexualitat femenina i la seva representació. El 1974, va publicar un llibre d'artista titulat Per una espressione nuova (Per una nova expressió), amb una sèrie de fotografies de flors, petxines i detalls d'escultures que semblaven vulves. Sobre aquesta obra, Santoro explicava que «la juxtaposició d'escultures antigues i genitals femenins representa un desig d'entendre l'estructura visual dels meus propis òrgans sexuals i també si han estat descrits en la història de la representació visual i com han estat descrits, per exemple, als plecs de la roba de les estàtues femenines romanes». El 1976, l'Institut d'Art Contemporani de Londres va censurar el llibre, amb la qual cosa va contribuir a fer-lo ràpidament popular.